# Draveil
Draveil (prononcé [d̪ʁavɛj] ) est une commune française située à vingt kilomètres au sud-est de Paris dans le département de l’Essonne en région Île-de-France. Elle est le chef-lieu du canton de Draveil et du doyenné de Sénart-Draveil.
Site implanté entre le plateau agricole et forestier de la Brie et la vallée de la Seine occupé dès le Néolithique puis la période gallo-romaine, partagé successivement entre les puissantes abbayes et les gentilshommes, devenu dès le XIXe siècle le rendez-vous de villégiature de la bourgeoisie et des milieux artistiques et savants de Paris, la commune fut, dès le XXe siècle, lotie, d’abord de pavillons de banlieue bon marché avec la première cité-jardin de France, puis par plusieurs grands ensembles durant les années 1960. C’est aujourd’hui une commune essentiellement résidentielle à l’environnement préservé entre forêt de Sénart et berges du fleuve, connue pour accueillir sur son territoire une grande partie de l'île de loisirs du Port-aux-Cerises.
Ses habitants sont appelés les Draveillois.

## Géographie

### Situation
| Type d’occupation           | Pourcentage | Superficie (en hectares) |
| --------------------------- | ----------- | ------------------------ |
| Espace urbain construit     | 35,1 %      | 559,25                   |
| Espace urbain non construit | 11,6 %      | 185,30                   |
| Espace rural                | 53,3 %      | 850,34                   |
| Source : Iaurif-MOS 2008    |             |                          |

.
Draveil est située au nord-est du département de l’Essonne, totalement intégré à l’agglomération parisienne dans la région Île-de-France à la frontière est de la région naturelle de Brie française. La commune occupe un territoire de mille cinq cent soixante-quinze hectares approximativement rectangulaire, majoritairement resté rural (à 53,90 %) dont six cent soixante-dix sept hectares couverts par la forêt de Sénart et seulement 34,57 % sont urbanisés et construits. L’Institut national de l'information géographique et forestière attribue les coordonnées géographiques 48°41’11" N et 02°24’41" E au point central de ce territoire. La Seine borde une large part du territoire à l’ouest en formant une boucle autour de nombreux étangs occupant son lit originel, des ruisseaux, dont celui de Maupertuis, et rigoles irriguent la forêt de Sénart. Positionnée entre le plateau de la Brie et la vallée du fleuve, le territoire s’étage en pente douce du sud-est vers le nord-ouest entre une altitude maximale de quatre-vingt-sept mètres et une altitude minimale de trente-deux mètres. Restée à l’écart des voies ferrées, la commune est néanmoins un carrefour routier puisque pas moins de trois routes départementales traversent son centre-ville (RD 31, RD 448 et RD 931) et deux ponts routiers sur les cinq que compte le département y permettent de traverser le fleuve. Étendue, la commune dispose encore de deux écarts bien distincts du bourg principal, Mainville à l’est et Champrosay au sud, auxquels s’ajoutent plusieurs quartiers, lotissements pavillonnaires et cités sensibles.
À vol d’oiseau, la commune est aujourd’hui située à vingt kilomètres au sud-est de Paris-Notre-Dame, point zéro des routes de France, à six kilomètres au nord-ouest d’Évry, treize kilomètres au sud-est de Palaiseau, trente-quatre kilomètres au nord-est d’Étampes, dix kilomètres au nord-ouest de Corbeil-Essonnes, onze kilomètres au nord-est de Montlhéry, seize kilomètres au nord-est d’Arpajon, vingt-trois kilomètres au nord-est de La Ferté-Alais, trente-deux kilomètres au nord-ouest de Milly-la-Forêt et trente-quatre kilomètres au nord-est de Dourdan.

### Hydrographie

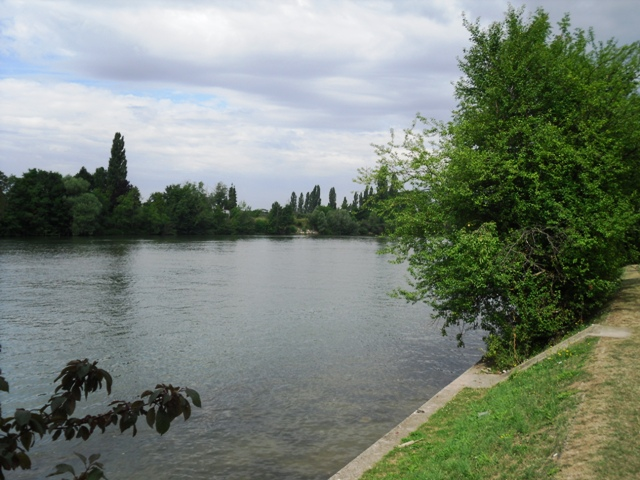
La Seine à Champrosay.

Une large part du territoire communal est baignée par une boucle de la Seine qui longe ainsi sept kilomètres de berges entre Soisy-sur-Seine en amont et Vigneux-sur-Seine en aval. À l’est dans la forêt de Sénart, le ruisseau de Maupertuis court à l'extrémité communale, dans cette forêt, plusieurs petites mares et étangs sont alimentés par des rigoles. En bordure du fleuve, un réseau d’étangs constitue aujourd’hui la base nature régionale, dont l’étang des Mousseaux au nord, l’étang Laveyssière, la fouille des Sablières et l’étang des Mazières au sud. Plusieurs ports ont été aménagés, le port aux Dames, le port aux Malades au sud. Des bassins subsistent dans les anciens parcs des châteaux de la Folie, de Villiers et des Sables.

### Relief et géologie
Le territoire de Draveil est positionné dans la vallée de la Seine, il s’étage entre une altitude minimale de trente-deux mètres sur les berges et quatre-vingt-sept mètres sur le coteau couvert par la forêt de Sénart au sud-est,. Au sud, le terrain descend en pente relativement forte dans le hameau de Champrosay pour atteindre trente-quatre mètres d’altitude en bordure du fleuve à proximité du pont, distant de seulement deux kilomètres et six cents mètres du point culminant de la commune. Vers le nord, la dénivellation vers le hameau de Mainville est très faible puisqu’il se situe à une altitude de quatre-vingt mètres, elle s’accentue ensuite doucement vers l’ouest et le nord pour atteindre le fleuve. Située dans le Bassin parisien, la commune est implantée sur un sous-sol caractéristique constitué de couches de meulière, limon, argile et calcaire, favorable à la création de retenues d’eaux naturelles. Brigitte Blanc précise : "Le sous sol renferme des sables déposés par la Seine sous forme d'alluvions", comme en témoignent les fouilles et anciennes carrières qui marquent le territoire.

### Communes limitrophes
La commune de Draveil est limitrophe de plusieurs autres communes, la boucle de la Seine forme une frontière naturelle avec Athis-Mons au nord-ouest, Viry-Châtillon et Juvisy-sur-Orge à l’ouest, Grigny au sud-ouest et Ris-Orangis au sud. Au sud-est, la route Neuve et la route forestière du Chêne Prieur puis la route forestière du Tremble marquent la frontière avec Soisy-sur-Seine, à l’est la route forestière de Maupertuy la sépare de Montgeron et au nord-est, la route forestière Pierreuse, la rue des Cépages et la rue des Églantines matérialisent la limite avec Vigneux-sur-Seine.

### Climat
Pour des articles plus généraux, voir Climat de l'Île-de-France et Climat de l'Essonne.
En 2010, le climat de la commune est de type climat océanique dégradé des plaines du Centre et du Nord, selon une étude du CNRS s'appuyant sur une série de données couvrant la période 1971-2000. En 2020, Météo-France publie une typologie des climats de la France métropolitaine dans laquelle la commune est exposée à un climat océanique altéré et est dans la région climatique  Sud-ouest du bassin Parisien, caractérisée par une faible pluviométrie, notamment au printemps (120 à 150 mm) et un hiver froid (3,5 °C).
Pour la période 1971-2000, la température annuelle moyenne est de 11,7 °C, avec une amplitude thermique annuelle de 15,4 °C. Le cumul annuel moyen de précipitations est de 647 mm, avec 11 jours de précipitations en janvier et 7,7 jours en juillet. Pour la période 1991-2020, la température moyenne annuelle observée sur la station météorologique la plus proche, située sur la commune d'Athis-Mons à 3 km à vol d'oiseau, est de 12,1 °C et le cumul annuel moyen de précipitations est de 622,2 mm,. Pour l'avenir, les paramètres climatiques de la commune estimés pour 2050 selon différents scénarios d'émission de gaz à effet de serre sont consultables sur un site dédié publié par Météo-France en novembre 2022.
| Mois                                  | jan.             | fév.           | mars          | avril           | mai             | juin          | jui.           | août           | sep.           | oct.            | nov.            | déc.             | année      |
| ------------------------------------- | ---------------- | -------------- | ------------- | --------------- | --------------- | ------------- | -------------- | -------------- | -------------- | --------------- | --------------- | ---------------- | ---------- |
| Température minimale moyenne (°C)     | 2,1              | 2              | 4,2           | 6,4             | 9,9             | 13,1          | 15             | 14,6           | 11,5           | 8,7             | 5               | 2,7              | 7,9        |
| Température moyenne (°C)              | 4,7              | 5,2            | 8,3           | 11,3            | 14,8            | 18,2          | 20,4           | 20,2           | 16,5           | 12,6            | 7,9             | 5,2              | 12,1       |
| Température maximale moyenne (°C)     | 7,2              | 8,5            | 12,5          | 16,2            | 19,8            | 23,2          | 25,8           | 25,7           | 21,5           | 16,4            | 10,9            | 7,6              | 16,3       |
| Record de froid (°C) date du record   | −16,8 17.01.1985 | −15 02.02.1956 | −9,4 01.03.05 | −4,3 16.04.1921 | −1,3 07.05.1957 | 3,1 01.06.06  | 6,7 01.07.1922 | 5,6 31.08.1923 | 1,7 20.09.1952 | −3,9 30.10.1955 | −9,6 28.11.1921 | −13,3 29.12.1964 | −16,8 1985 |
| Record de chaleur (°C) date du record | 16,5 27.01.03    | 20,8 27.02.19  | 25,3 31.03.21 | 29,4 16.04.1949 | 35 24.05.1922   | 37,1 21.06.17 | 41,9 25.07.19  | 40 12.08.03    | 35,4 09.09.23  | 31,3 04.10.1921 | 21,8 07.11.15   | 17,3 16.12.1989  | 41,9 2019  |
| Ensoleillement (h)                    | 53,3             | 85,2           | 152,9         | 202,5           | 217             | 224,3         | 246,9          | 220,9          | 185,7          | 116,6           | 62,4            | 63,9             | 1 831,3    |
| Précipitations (mm)                   | 46,8             | 42,6           | 44,4          | 44,5            | 63              | 56,1          | 52,9           | 57,9           | 47,4           | 52,8            | 53,4            | 60,4             | 622,2      |

### Voies de communication et transports

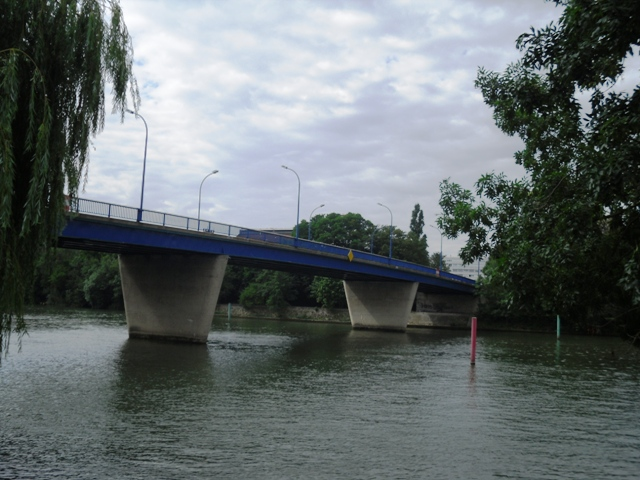
Le pont de Champrosay.

#### Transport fluvial
La Seine qui forme une large boucle à l’ouest du territoire, constitue un axe de transport fluvial historique dans la commune, qui dispose encore d’un chantier fluvial et de deux ports de plaisance.

#### Transport automobile
La commune dispose sur son territoire de deux des cinq ponts routiers que compte le département pour traverser le fleuve avec au sud le pont de Champrosay menant à Ris-Orangis et en aval, le pont de la Première armée française menant à Juvisy-sur-Orge. Ces ponts comme une part importante des voies routières sont empruntés par des routes départementales, dont la route départementale 931 reliant le centre-ville à l’ancienne route nationale 7 à Juvisy-sur-Orge et ici appelée boulevard du général de Gaulle, la route départementale 448 qui parcourt le territoire du nord au sud, la route départementale 31 qui fait la jonction entre l’ancienne route nationale 7 à Ris-Orangis et l’ancienne route nationale 6 à Montgeron et traverse le territoire d’ouest en est.

#### Transports en commun
Ces axes routiers sont empruntés par des services d’autobus dont les lignes régulières 4114, 4116, 4117,4118, 4121 et 4122 du réseau de Val d'Yerres Val de Seine, 4233 du réseau Évry Centre Essonne et les lignes scolaires 4159, 4160, 4161 et 4162 du réseau Val d'Yerres Val de Seine et la nuit, par la ligne N135 du réseau Noctilien.

#### Accès au transport ferroviaire
Ce maillage d’autobus compense en partie l’absence de gare dans la commune, évitée par la ligne Villeneuve-Saint-Georges - Montargis qui passe d’une rive à l’autre entre Vigneux-sur-Seine et Athis-Mons au nord. Les gares les plus proches sont ainsi celle de Vigneux-sur-Seine connectée à la Ligne D du RER d'Île-de-France et celle Juvisy qui ajoute une connexion à la ligne C du RER.

#### Infrastructures cyclables
La ville dispose de très peu d'infrastructures cyclables à proprement parler, au sens de l'article L228-2 du code de l'environnement. La seule piste bidirectionnelle en site propre est la partie finale de la piste venant de Vigneux-sur-Seine le long de la rue Waldeck Rousseau (D31) et s'arrêtant aussitôt après 100m sur le territoire de Draveil.
Quelques rues sont dotées d'une bande cyclable peinte comme la rue du Dr Desborde sur sa portion à sens unique.
D'autres rues sont peintes de pictogrammes vélo.

#### Accès au transport aérien
La commune est située à six kilomètres au sud-est de l’aéroport Paris-Orly et trente-sept kilomètres au sud-ouest de l’aéroport Paris-Charles-de-Gaulle.

## Urbanisme

### Typologie
Au 1er janvier 2024, Draveil est catégorisée grand centre urbain, selon la nouvelle grille communale de densité à sept niveaux définie par l'Insee en 2022.
Elle appartient à l'unité urbaine de Paris, une agglomération inter-départementale regroupant 407  communes, dont elle est une commune de la banlieue,,. Par ailleurs la commune fait partie de l'aire d'attraction de Paris, dont elle est une commune du pôle principal,. Cette aire regroupe 1 929 communes,.

### Lieux-dits, écarts et quartiers

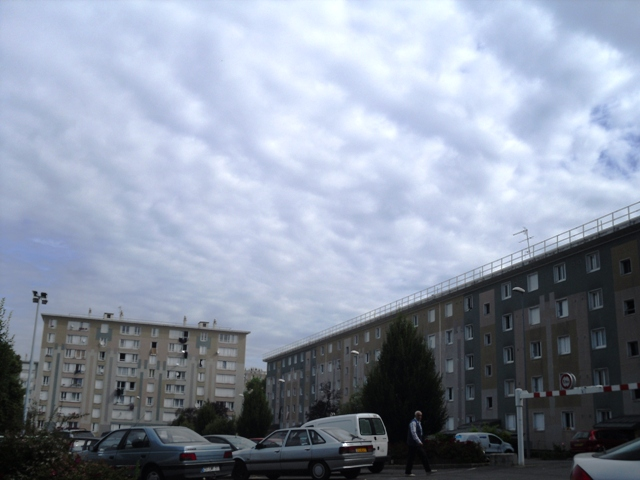
Le quartier des Bergeries.

Le territoire de Draveil est relativement étendu et composé de plusieurs quartiers et hameaux.
À l’extrême sud se trouve ainsi à l’écart le hameau de Champrosay et à l’est, rattrapé par l’urbanisation, celui de Mainville. Différents quartiers entourent le centre-ville ancien, au nord les Mousseaux, la Plaine des Sables et les Acacias, à l’est, l’Orée de Sénart, le lotissement du Château de la Folie et à cheval sur Vigneux-sur-Seine, les Bergeries, au sud-est l’hôpital Joffre-Dupuytren qui constitue à lui seul une petite ville dans la ville et la cité Brossolette, au sud le domaine du Château de Villiers, l’Orme des Mazières et la cité Danton, dans le hameau de Champrosay le quartier des Cheminots, à l’ouest la Villa Draveil et au nord-ouest le quartier de Paris-Jardin. Plusieurs lieux-dits subsistent avec les Pampoux et le Belvédère au sud-est et le Rôle au sud, en bordure de Seine les Monesses, la Coulette et en amont le Port Saint-Victor et en aval le Port aux Dames.
Parmi ces quartiers, trois ont été classés comme zone urbaine sensible, les Bergeries, l’Orme des Mazières et Danton et l’un est prioritaire au titre de la rénovation urbaine, Brossolette. Depuis 2015, seules les Bergeries sont classées quartier prioritaire, avec près de 2 800 habitants dont 1 700 à Draveil.
Les services municipaux découpent eux la commune en onze ensembles urbains que sont : le centre-ville, le domaine de Villiers, les cités Danton et Paris-Jardin, la Villa, Mazières, Champrosay, Brossolette, Mainville, les Bergeries et la Plaine des Sables. L’Insee découpe la commune en onze îlots regroupés pour l'information statistique.

### Logement social et loi SRU
En 2009, la commune disposait sur son territoire de 3 196 logements HLM gérés par dix bailleurs sociaux soit 28 % du parc total, bien au-delà des 20 % préconisés par la loi relative à la solidarité et au renouvellement urbains.

## Toponymie
Le toponyme Draveil serait issu du village gaulois Dravern ou Dracvern qui signifie « esprit des aulnes » en celte. Latinisé en Dravernum par les Romains, on retrouve ensuite le nom Draverno sur une pièce de monnaie mérovingienne, de l'époque franque, Dravernum in Brigeio en 635. Le terme s'est ensuite altéré en Dravellum  au XIIe siècle, Dravolium, Dravel en 1196, Dravern, Drevert, Drevet, pour trouver sa forme actuelle au XIIIe siècle. La commune fut créée en 1793 avec son nom actuel.

## Histoire

### L’Antiquité: un peuplement ancien
La présence humaine durant la période néolithique est attestée par la découverte du menhir, appelé la Pierre à Mousseaux, daté du IVe millénaire avant Jésus-Christ (et classé aux Monuments historiques en 1889), et confirmée par la présence d’outils et armes en silex taillés à Mainville et de silex, outils, haches et couteaux, là où se trouve aujourd'hui Port aux cerises. Les Gaulois nommaient le lieu Dracvern signifiant « l’esprit des Aulnes ». Les Romains l’appelèrent Dravernum.

### Seigneuries ecclésiastiques et noblesse

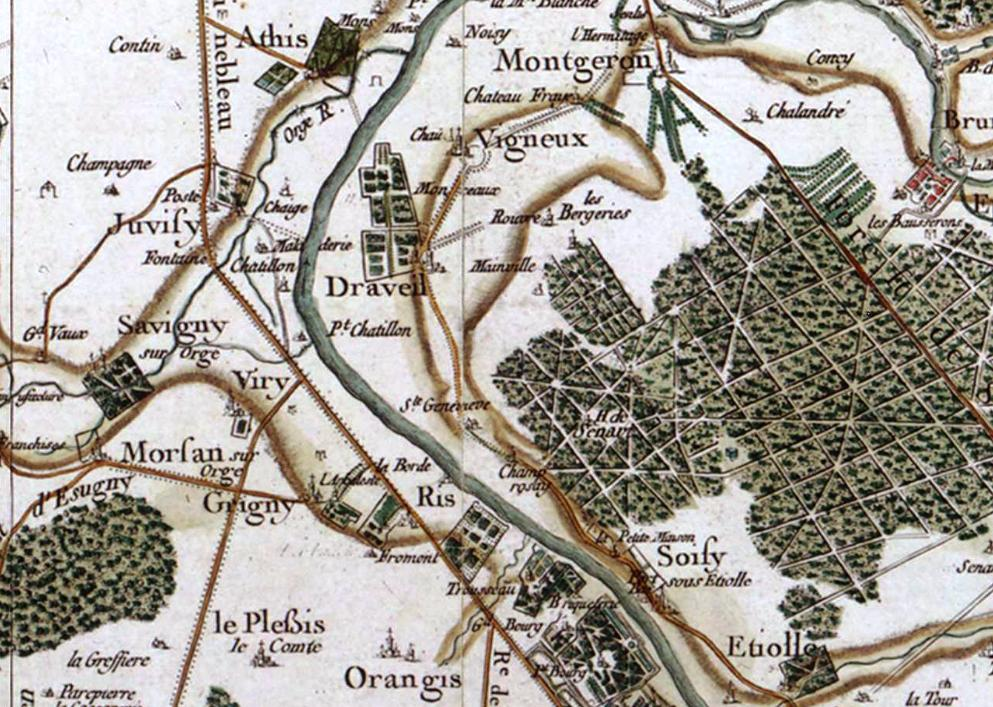
Carte de Draveil au XVIIe siècle par Cassini.

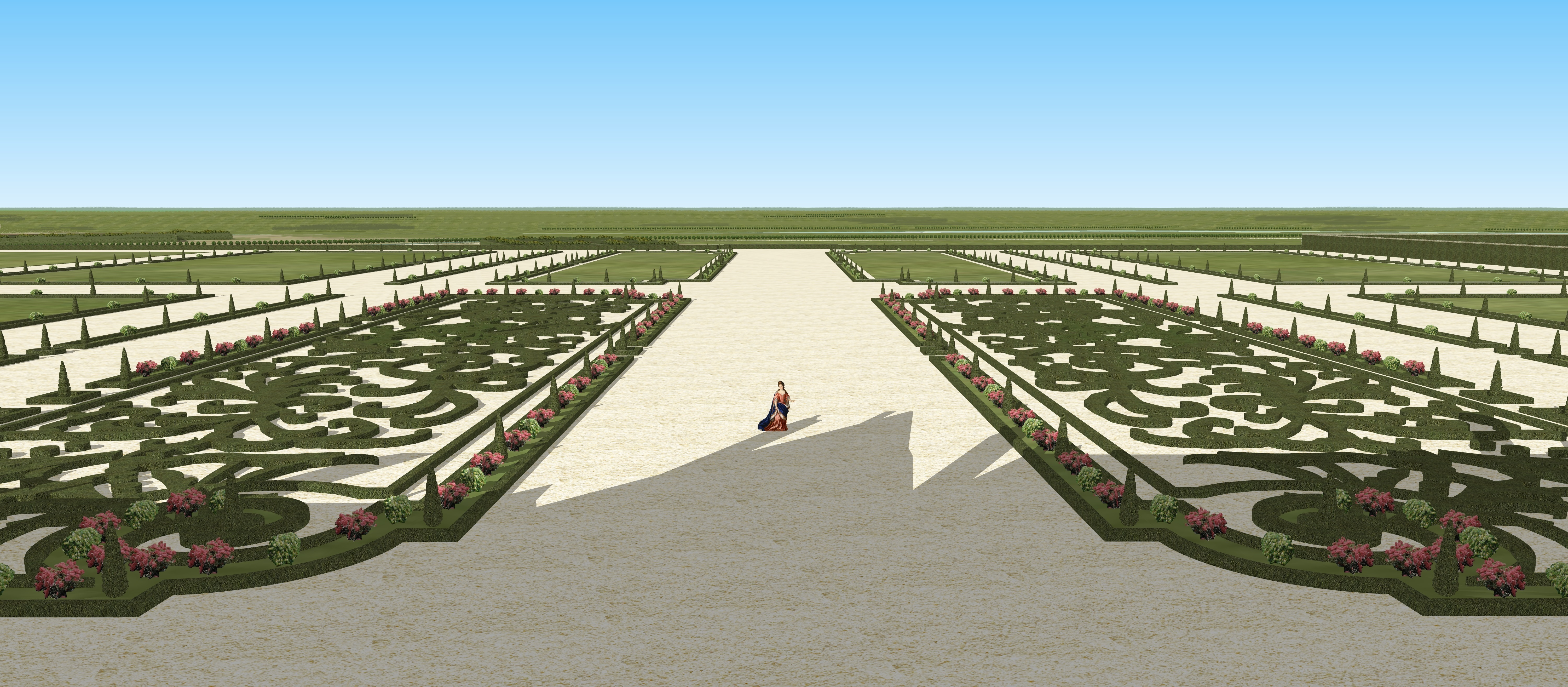
Restitution de la vue sur les jardins du château des Bergeries à Draveil, en 1705.

La première mention écrite du lieu intervint sous le règne de Dagobert Ier qui à sa mort donna les terres de Draveil à la basilique de Saint-Pierre-Saint-Paul de Paris, dépendant de l’abbaye Sainte-Geneviève de Paris. En 732, l’abbé Trotbalde apporta à Dravern les reliques de saint Hilaire, évêque de Poitiers. À l’époque mérovingienne était installé dans ce lieu un atelier de monnaie, dont fut extrait un tiers de sou d’or portant le nom Draverno, aujourd’hui conservé au cabinet des médailles de la bibliothèque nationale de France.
En 1093, le lieu était partagé entre l’abbaye Sainte-Geneviève de Paris et les seigneurs laïcs tels Hugues de Draveil ou Robert de Dravello au XIIe siècle. À cette époque, la ferme seigneuriale de Champrosay appartenait à l’Hôtel-Dieu de Paris et l’alimentait par la Seine, depuis le Port aux Malades. Depuis le Moyen Âge, le territoire est divisé en trois hameaux, le Bourg revenu aux abbesses de Saint-Louis de Poissy, Champrosay à l’Hôtel-Dieu de Paris et Mainville où résidaient les vignerons et bûcherons.
Au XIIIe siècle fut créé l'ermitage Notre-Dame-de-Consolation en forêt de Sénart. En 1481 fut construit le premier château des Bergeries par la famille des Rouvres. En 1547 fut achevée la reconstruction de l’église dédiée à saint Rémi.
En 1720, le bourg et une large part des terres environnantes furent cédées à Charles Marin de La Haye, fermier général, qui édifia le château de Draveil et obtint le titre de seigneur de Draveil en 1752. Au XVIIIe siècle, la forêt de Sénart était un rendez-vous de chasse royale. C’est ici que Louis XV rencontra celle qui devint plus tard Madame de Pompadour. En 1783, le comte Marc-Marie de Bombelles fit reconstruire le château de Villiers. En 1786 fut reconstruite l’église Saint-Rémi. En 1827, le château des Bergeries fut vendu à la Couronne. Le roi Charles X décida d’en faire un lieu de sériciculture.

### La Révolution industrielle: arrivée du chemin de fer, accroissement de la population et grève

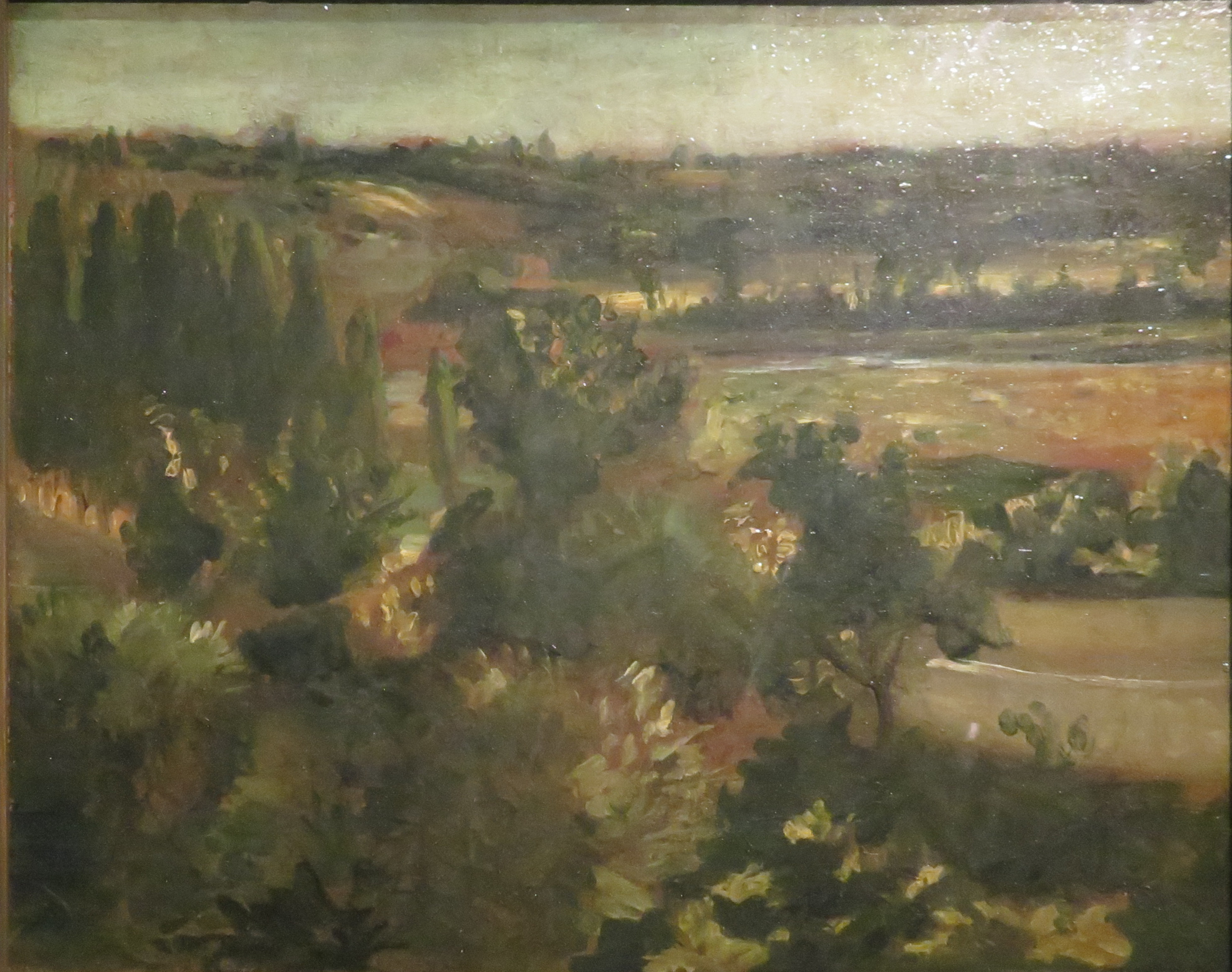
Paysage à Champrosay
Eugène Delacroix, vers 1849
Kunsthalle, Brême

En 1831, la construction du pont Aguado permit de relier Champrosay à Ris (et à sa future gare) et participa au désenclavement du hameau. En 1838 fut créé le corps des sapeurs-pompiers de la commune. La création de la gare de Juvisy, inaugurée en 1843, ainsi que la situation privilégiée entre forêt et fleuve de la région, conduisit à Draveil comme ailleurs au développement de la villégiature de la bourgeoisie parisienne qui fit construire des villas et demeures cossues, d’abord avec le lotissement du quartier de la Villa entre 1867 et 1890. Dans les années 1830, le peintre Eugène Delacroix, y venait rendre visite à son ami Frédéric Villot, secrétaire général des musées nationaux et acheta en 1858 une maison au 11 rue Alphonse-Daudet.
Entre 1858 et 1861 fut édifiée la chapelle Sainte-Hélène. En 1862 fut reconstruit le clocher de l’église Saint-Rémi. En 1863, fut construite, sur la ligne du Paris-Lyon-Marseille, la gare de Draveil-Vigneux qui permit aux habitants d’accéder plus facilement à la gare de Lyon, à Paris. À partir de 1869 fut organisée l’extraction de sable dans les étangs Laveyssière et Mousseaux par les frères Piketty. Ces fouilles employèrent plus de 500 personnes. En 1890, le phylloxéra fit disparaître les dernières exploitations vinicoles de Champrosay. En 1893 fut ouvert l’institut médico-pédagogique Marie-Auxiliatrice, à l’époque destinée aux jeunes filles anémiques. En 1894 fut construit le premier pont enjambant la Seine, remplaçant ainsi le système de bacs qui servait à la traversée, avant sa destruction par l’armée britannique, lors du bombardement de Juvisy, le 18 avril 1940. En 1898 fut édifiée la seconde mairie de la commune, devenue depuis l’office de tourisme.

#### La grève de 1908

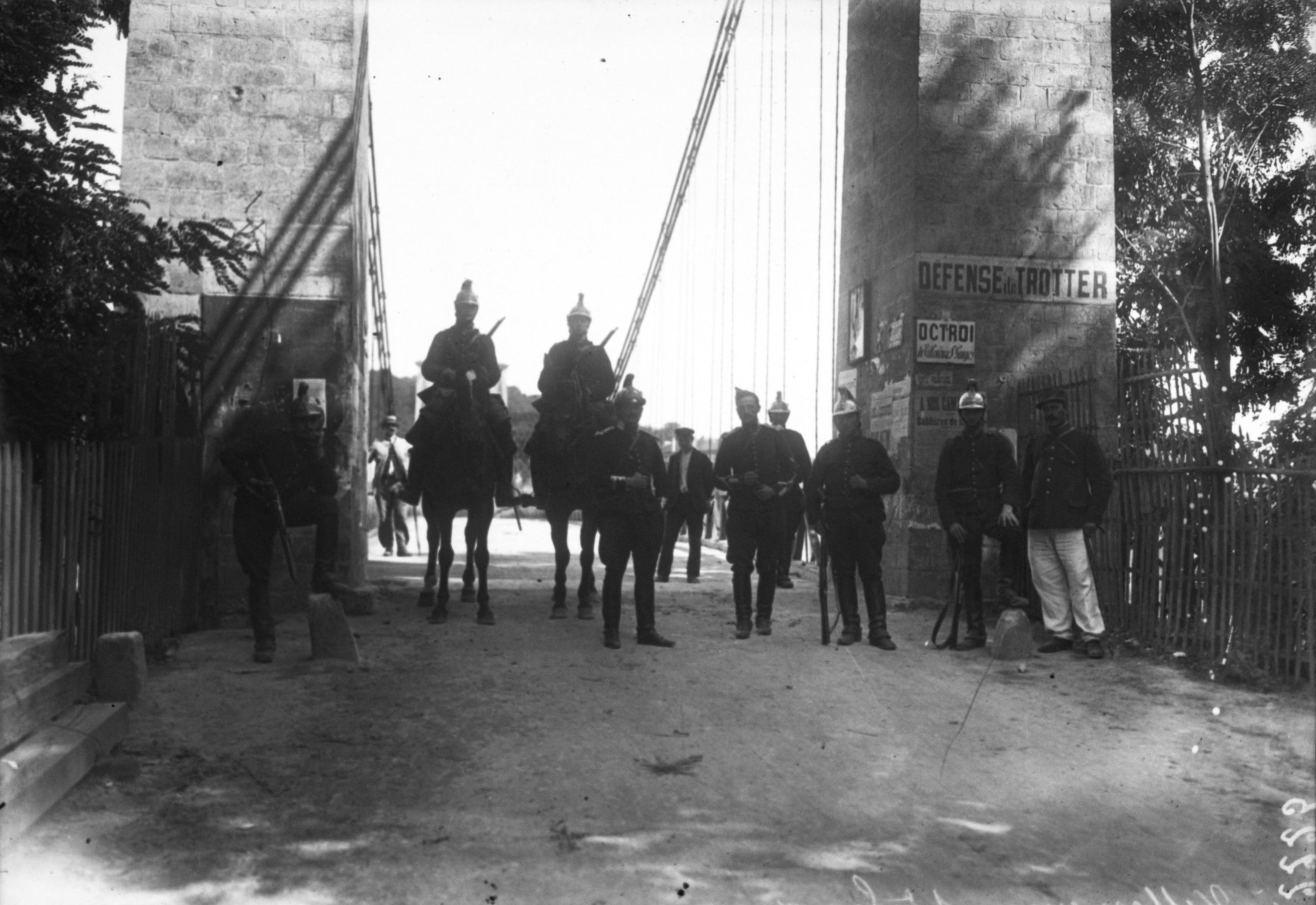
Dragons montant la garde à Draveil en 1908.

La commune occupe une place notable dans l’histoire sociale des XIXe et XXe siècles, à la suite des grèves fermement réprimées survenues en juin 1908 en réaction à l’insécurité du travail minier : les travailleurs s’insurgèrent en effet contre un salaire jugé médiocre pour un travail très pénible. Les événements de Draveil sont aujourd’hui considérés comme un épisode important de l’histoire du mouvement ouvrier français, car ils conduisirent à un affrontement central entre le gouvernement de Georges Clemenceau et la CGT. La confédération en sortit affaiblie, et son échec fut le prélude à la crise dont le syndicalisme révolutionnaire français ne se releva pas.

### Développements modernes: guerres et vagues d’urbanisation
En 1911 fut créée la première cité-jardin de France à l’initiative de la Société anonyme coopérative à capital variable d’habitations à bon marché, devenu Paris-Jardins. Pendant la Première Guerre mondiale, le sanatorium de Champrosay accueillit un hôpital de 250 lits, l'Hôpital auxiliaire de la société de secours aux blessés militaires (HASSBM) n°9.
L’urbanisation de Draveil prit son essor pendant l’entre-deux-guerres, réduisant significativement la part de terres agricoles. En effet, la ville connut une croissance démographique importante, provoquée par l’arrivée d’ouvriers et d’employés qui cherchaient à échapper à la crise du logement qui frappait alors Paris, en se logeant à moindre coût dans les villes desservies par le train. Le morcellement du domaine du château, en 1919, donna ainsi naissance au quartier de la plaine des sables qui eût pour effet de rapprocher Draveil et Vigneux-sur-Seine. En 1923 fut édifiée une nouvelle caserne de sapeurs-pompiers. En 1926, l’association Le Sanatorium des Cheminots acquit la Villa Kermina pour y installer un établissement de santé. En 1934, fut édifié le marché couvert et en 1935 la Poste centrale, dans l’ancienne ferme du château.
Durant la Seconde Guerre mondiale, le couple Georges et Germaine Durand s'illustrèrent en venant en aide aux persécutés, ce qui leur valut en 1997 le titre de Juste parmi les nations par le Comité pour Yad Vashem. Après la Seconde Guerre mondiale, le Commissariat à la construction et à l’urbanisme pour la région parisienne prévoit, dans son "plan directeur n°15", la construction de grandes zones d’habitations collectives pour des milliers de nouveaux habitants. Plusieurs ensembles moyens, de moins de 900 logements, virent le jour : Villiers en 1958, Danton, l'Orée de Sénart, l'Orme des Mazières et les Bergeries en 1966 et plus tard les berges de la Seine,. Ce furent ainsi 2700 logements "modernes et standardisés" qui sortirent de terre entre 1957 et 1966, tandis que la population de la ville doublait. Pendant cette période, le château des Bergeries devint, tour à tour, un centre de formation d’officiers, une école privée et est aujourd’hui un site déporté de l’École nationale de police. En 1952 fut ouvert l’établissement scolaire privé catholique Notre-Dame. En 1963, la maison Chapuis, rachetée par la municipalité devint l’hôtel de ville. En 1967 fut inauguré l’hôpital Joffre-Dupuytren et le 19 mars 1967 fut bénite la chapelle Notre-Dame-de-la-Paix. Le 25 avril 1970 fut inauguré le nouveau pont de la Première-Armée-française qui relie Draveil à Juvisy. En 1989, la commune se dota d’un théâtre.

## Politique et administration

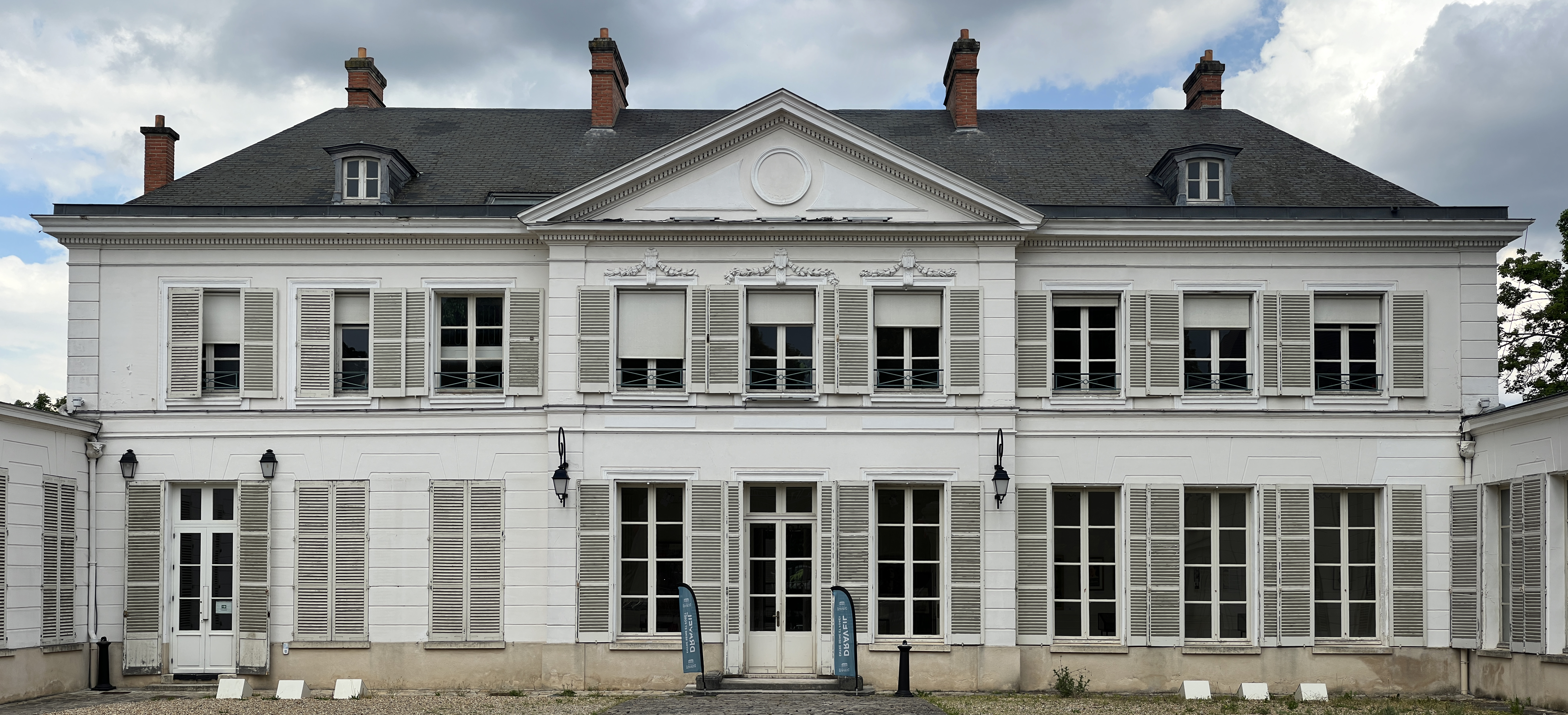
Château de Villiers, actuelle mairie.

### Rattachements administratifs et électoraux
Draveil fait partie de l’arrondissement d'Évry et de la neuvième circonscription de l'Essonne. Elle constituait historiquement le canton de Draveil. Dans le cadre du redécoupage cantonal de 2014 en France, ce canton s'est étendu à d'autres communes, et la ville en désormais est le bureau centralisateur.
L’organisation juridictionnelle rattache les justiciables de Draveil au tribunal d’instance de Juvisy-sur-Orge, aux tribunaux de grande instance, de commerce et conseil de prud’hommes d’Évry et à la cour d'appel de Paris.

### Intercommunalité
La commune était membre de la communauté d'agglomération Sénart Val de Seine, intercommunalité à qui elle a transféré les compétences de développement économique, d’aménagement du territoire, d’équilibre social de l’habitat, de politique de la ville, de politiques de l'emploi, de gestion des transports en commun, de distribution d’eau potable, de protection de l’environnement et du patrimoine, de collecte et de tri des ordures ménagères et de gestion des installations culturelles et sportives.
Dans le cadre de la mise en œuvre de la loi MAPAM du 27 janvier 2014, qui prévoit la généralisation de l'intercommunalité à l'ensemble des communes et la création d'intercommunalités de taille importante, le préfet de la région d'Île-de-France approuve le 4 mars 2015 un schéma régional de coopération intercommunale qui prévoit notamment la « fusion de la communauté d'agglomération Sénart Val de Seine, de la Communauté d'agglomération du Val d'Yerres et extension du nouveau regroupement à la commune de Varennes-Jarcy », jusqu'alors membre de la Communauté de communes du Plateau Briard. Celle-ci, après une consultation de ses habitants qui s'est tenue en avril 2015, intègre néanmoins la communauté de communes de l'Orée de la Brie le 1er janvier 2016, de manière à ne pas être concernée par la Métropole du Grand Paris,.
Les communes de Sénart Val de Seine s'opposent à la création, et le maire de Draveil, Georges Tron, organise un référendum dans sa ville, qui aboutit à un rejet de la fusion par 98,3 %, mais avec une participation limitée à 23 % des électeurs,.
La création de la nouvelle communauté d'agglomération est néanmoins créée par arrêté préfectoral du 14 décembre 2015 « portant création d’un établissement public de coopération intercommunale issu de la fusion des communautés d’agglomération Sénart Val de Seine et Val d’Yerres ».
La commune adhère en outre au syndicat mixte Orge-Yvette-Seine et au syndicat mixte pour la revalorisation et l’élimination des déchets et ordures ménagères.

### Tendances politiques et résultats
À l’analyse des résultats des derniers scrutins, Draveil apparaît comme une commune politiquement ancrée à droite avec une tendance au conservatisme électoral. Ainsi, seulement 3 maires différents se sont succédé à la tête de la commune depuis 1965 avec récemment Georges Tron (UMP) qui était maire depuis les municipales de 1995. Mais il démissionne en 2021 en raison de sa condamnation pour viol et agressions sexuelles, et est remplacé par son 1er maire adjoint Richard Privat.
De la même façon, la conseillère générale Geneviève Izard-Le Bourg fut largement réélue lors des cantonales de 2004 avec plus de 55 % des voix. Le maire fut également facilement réélu député de la neuvième circonscription de l'Essonne avec respectivement 61,89 % et 59,32 % des suffrages dans la commune lors des législatives de 2002 et de 2007.
Ces mêmes années, les candidats à la présidence de la République Jacques Chirac (RPR) et Nicolas Sarkozy (UMP) obtinrent tour à tour 84,65 % et 53,18 % des voix.
La gauche a pourtant obtenu des résultats importants comme en 2004 avec les nettes victoires d’Harlem Désir (PS) aux élections européennes et Jean-Paul Huchon (PS) aux élections régionales, scores encore largement augmentés pour ce dernier en 2010 où il atteignait presque 60 % des suffrages dans un « bastion de la droite ».
Enfin, si les électeurs draveillois avaient largement voté « oui » au référendum français sur le traité de Maastricht en 1992 à 54,49 %, ils ont aussi voté « non » au référendum français sur le traité établissant une constitution pour l'Europe en 2005 à 52,17 %.
Des sections du Parti socialiste, du Parti communiste français et du MoDem sont présentes dans la commune.
Élections présidentielles
Résultats des deuxièmes tours :
- Élection présidentielle de 2002 : 84,65 % pour Jacques Chirac (RPR), 15,35 % pour Jean-Marie Le Pen (FN), 80,05 % de participation[74].
- Élection présidentielle de 2007 : 53,18 % pour Nicolas Sarkozy (UMP), 46,82 % pour Ségolène Royal (PS), 85,93 % de participation[75].
- Élection présidentielle de 2012 : 53,17 % pour François Hollande (PS), 46,83 % pour Nicolas Sarkozy (UMP), 82,22 % de participation[76].
- Élection présidentielle de 2017 : 71,78 % pour Emmanuel Macron (REM), 28,22 % pour Marine Le Pen (FN), 75,50 % de participation.

Élections législatives
Résultats des deuxièmes tours :
- Élections législatives de 2002 : 61,89 % pour Georges Tron (UMP), 38,11 % pour Florence Léon-Ploquin (PS), 60,91 % de participation[77].

- Élections législatives de 2007 : 59,32 % pour Georges Tron (UMP), 40,68 % pour Thierry Mandon (PS), 59,47 % de participation[78].

- Élections législatives de 2012 : 51,91 % pour Georges Tron (UMP), 48,09 % pour Thierry Mandon (PS), 61,89 % de participation[79].

- Élections législatives de 2017 : 53,27 % pour Marie Guévenoux (REM), 46,73 % pour Véronique Carantois (LR), 41,81 % de participation.

- Élections législatives de 2022 : 51,27 % pour Marie Guévenoux (REM), 48,73 % pour Nadhera Beletreche (EELV-NUPES), 48,79 % de participation[80].

- Élections législatives de 2024 : 61,89 % pour Julie Ozenne (Les Écologistes), 37,43 % pour Paul-Henri Merrien (RN), 66,37 % de participation[81].

Élections européennes
Résultats des deux meilleurs scores :
- Élections européennes de 2004 : 26,29 % pour Harlem Désir (PS), 15,21 % pour Patrick Gaubert (UMP), 44,30 % de participation[82].
- Élections européennes de 2009 : 26,91 % pour Michel Barnier (UMP), 18,69 % pour Daniel Cohn-Bendit (Les Verts), 44,37 % de participation[83].
- Élections européennes de 2014 : 20,70 % pour Aymeric Chauprade (FN), 20,57 % pour Alain Lamassoure (UMP), 43,78 % de participation[84].

Élections régionales
Résultats des deux meilleurs scores :
- Élections régionales de 2004 : 50,04 % pour Jean-Paul Huchon (PS), 39,34 % pour Jean-François Copé (UMP), 66,88 % de participation[85].
- Élections régionales de 2010 : 58,98 % pour Jean-Paul Huchon (PS), 41,02 % pour Valérie Pécresse (UMP), 50,17 % de participation[86].
- Élections régionales de 2015 : 45,92 % pour Valérie Pécresse (LR), 37,63 % pour Claude Bartolone (PS), 56,73 % de participation[87].

Élections cantonales
Résultats des deuxièmes tours :
- Élections cantonales de 2004 : 55,02 % pour Geneviève Izard-Le Bourg (DVD), 44,98 % pour Marie-Yvonne Oizan-Chapon (PS), 66,74 % de participation[88].
- Élections cantonales de 2011 : 69,64 % pour Florence Fernandez de Ruidiaz (UMP), 30,36 % pour Denise Martin (FN), 42,72 % de participation[89].
- Élections départementales de 2015 : 64,66 % pour Aurélie Gros et Georges Tron (UMP), 35,34 % pour Rachida Ferhat (PS) et Jean-Marc Pasquet (EELV), 48,89 % de participation[90].

Élections municipales
- élections municipales de 2001 : 63,24 % pour Georges Tron (RPR) élu au premier tour, 36,76 % pour Jean-Jacques Lejeune (PS), 63,61 % de participation[91].
- élections municipales de 2008 : 59,22 % pour Georges Tron (UMP) élu au premier tour, 19,45 % pour Daniel Groiselle (DVG), 60,26 % de participation[92].
- Lors du premier tour des élections municipales de 2014 dans l'Essonne, la liste UMP menée par le maire sortant Georges Tron obtient la majorité absolue des suffrages exprimés, avec 6 783 voix (57,50 %, 30 conseillers municipaux élus dont 15 communautaires), devançant très largement les listes menées respectivement par[93] : 
- Jean-Jacques Lejeune (DVG communautaire, 1 678 voix, 14,22%, 2 conseillers municipaux élus dont 1 communautaire) ; 
- Philippe Olivier (SE, 1 516 voix, 12,85 %, 2 conseillers municipaux dont 1 communautaire) ; 
- Jean-Marc Pasquet (EELV , 1 124 voix, 9,52 %, 1 conseiller municipal et communautaire élu).
Lors de ce scrutin où deux autres listes ont obtenu moins de 5 % des suffrages exprimés et n'ont donc obtenu aucun élu, 37,02 % des électeurs se sont abstenus.

- Au premier tour des élections municipales de 2020 dans l'Essonne, la liste LR  menée par le maire sortant Georges Tron obtient la majorité absolue des suffrages exprimés, avec 4 780 voix (64,61 %, 29 conseillers municipaux élus dont 8 communautaires), devançant très largement les listes menées respectivement par[94] : 
- François Guignard (UG, 1 609 voix, 21,74 %, 4 conseillers municipaux élus dont 1 communautaire) ; 
- Emmanuelle Beauchage (LREM, 827 voix, 11,17 %, 2 conseillers municipaux élus) ; 
- Benoit Grisaud (LO, 182 voix, 2,46 %, pas d'élus).
Lors de ce scrutin, marqué par la pandémie de Covid-19 en France, 59,01 % des électeurs se sont abstenus.

Référendums
- Référendum de 2000 relatif au quinquennat présidentiel : 75,41 % pour le Oui, 24,59 % pour le Non, 33,10 % de participation[95].
- Référendum de 2005 relatif au traité établissant une Constitution pour l’Europe : 52,17 % pour le Non, 47,83 % pour le Oui, 71,24 % de participation[96].

### Liste des maires
Trente-neuf maires se sont succédé à la tête de la commune de Draveil depuis l’élection du premier en 1789 :

### Jumelages
| Draveil Esmoriz Hove Oberkirch Paltinoasa |

Draveil a développé des associations de jumelage avec :
- Esmoriz (Portugal) depuis 1990, en portugais Esmoriz, située à 1 221 kilomètres[115] ;
- Hove (Royaume-Uni) depuis 1990, en anglais Hove, située à 302 kilomètres[116] ;
- Oberkirch (Allemagne) depuis 1971, en allemand Oberkirch, située à 418 kilomètres[117] ;
- Paltinoasa (Roumanie) depuis 1995, en roumain Păltinoasa, située à 1 750 kilomètres[118].

## Population et société

### Démographie

#### Évolution démographique

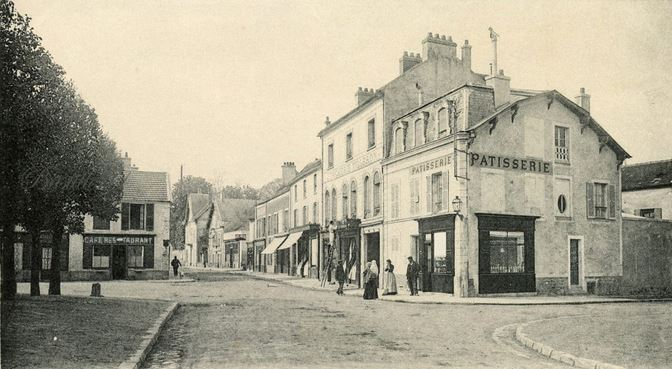
La Grande-Rue à Draveil

La commune de Draveil comptait, au milieu du XVIIIe siècle, environ 500 habitants, groupés autour de l'église Saint-Rémi, du château et de la ferme seigneuriale et le long de la voie menant à Champrosay. En 1793, lors de sa création, elle comptait alors 967 habitants, faisant d’elle un bourg relativement important avec une croissance démographique continue et mesurée, le cap des mille personnes fut franchi en 1800, celui des mille cinq cents résidents une quarantaine d’années plus tard et la tranche des deux mille habitants à l’orée du XXe siècle, malgré la chute de près de deux cents habitants au sortir du conflit franco-prussien de 1870. Au début du XIXe siècle, la création de cités-jardins et l’afflux d’ouvriers pour l’industrie de d’extraction locale entraîna une croissance plus soutenue, la commune passant de deux mille cinq cents habitants en 1901 à plus de quatre mille vingt ans plus tard et plus de dix mille en 1936 à la veille du second conflit mondial. La croissance reprit presque immédiatement après l’armistice, portée par l’afflux de provinciaux et d’immigrants étrangers accueillis dans les nouveaux grands ensembles, le cap des vingt-cinq mille habitants fut franchi en 1968 et marqua une relative stagnation de la progression avec une chute entre 1975 et 1982 avant une reprise douce de la croissance avec un pic atteint en 2006 à vingt-huit mille sept cent trente-six habitants. En 1999, seulement 6,4 % de la population municipale était de nationalité étrangère avec 2,2 % de la population de nationalité portugaise, 0,7 % de nationalités algérienne et marocaine, 0,5 % de nationalité italienne et 0,2 % de nationalité espagnole, tunisienne et turque.

L'évolution du nombre d'habitants est connue à travers les recensements de la population effectués dans la commune depuis 1793. Pour les communes de plus de 10 000 habitants les recensements ont lieu chaque année à la suite d'une enquête par sondage auprès d'un échantillon d'adresses représentant 8 % de leurs logements, contrairement aux autres communes qui ont un recensement réel tous les cinq ans,.

En 2022, la commune comptait 29 824 habitants, en évolution de +1,86 % par rapport à 2016 (Essonne : +2,89 %, France hors Mayotte : +2,11 %).
| 1793 | 1800  | 1806  | 1821  | 1831  | 1836  | 1841  | 1846  | 1851  |
| ---- | ----- | ----- | ----- | ----- | ----- | ----- | ----- | ----- |
| 967  | 1 119 | 1 112 | 1 132 | 1 380 | 1 318 | 1 410 | 1 614 | 1 364 |

| 1856  | 1861  | 1866  | 1872  | 1876  | 1881  | 1886  | 1891  | 1896  |
| ----- | ----- | ----- | ----- | ----- | ----- | ----- | ----- | ----- |
| 1 737 | 1 918 | 1 602 | 1 472 | 1 655 | 1 728 | 2 021 | 2 107 | 2 329 |

| 1901  | 1906  | 1911  | 1921  | 1926  | 1931  | 1936   | 1946   | 1954   |
| ----- | ----- | ----- | ----- | ----- | ----- | ------ | ------ | ------ |
| 2 564 | 2 924 | 3 314 | 4 202 | 5 929 | 8 310 | 10 316 | 10 510 | 12 335 |

| 1962   | 1968   | 1975   | 1982   | 1990   | 1999   | 2006   | 2011   | 2016   |
| ------ | ------ | ------ | ------ | ------ | ------ | ------ | ------ | ------ |
| 18 124 | 25 352 | 28 602 | 26 543 | 27 867 | 28 093 | 28 736 | 28 646 | 29 279 |

| 2021   | 2022   | - | - | - | - | - | - | - |
| ------ | ------ | - | - | - | - | - | - | - |
| 29 173 | 29 824 | - | - | - | - | - | - | - |

#### Pyramide des âges
En 2018, le taux de personnes d'un âge inférieur à 30 ans s'élève à 37,6 %, soit en dessous de la moyenne départementale (39,9 %). À l'inverse, le taux de personnes d'âge supérieur à 60 ans est de 24,2 % la même année, alors qu'il est de 20,1 % au niveau départemental.
En 2018, la commune comptait 13 737 hommes pour 15 004 femmes, soit un taux de 52,20 % de femmes, légèrement supérieur au taux départemental (51,02 %).
Les pyramides des âges de la commune et du département s'établissent comme suit.
| Hommes | Classe d’âge | Femmes |
| ------ | ------------ | ------ |
| 0,6    | 90 ou +      | 1,7    |
| 6,8    | 75-89 ans    | 9,9    |
| 14,3   | 60-74 ans    | 14,9   |
| 21,1   | 45-59 ans    | 20,2   |
| 16,8   | 30-44 ans    | 18,1   |
| 18,7   | 15-29 ans    | 16,3   |
| 21,7   | 0-14 ans     | 18,8   |

| Hommes | Classe d’âge | Femmes |
| ------ | ------------ | ------ |
| 0,5    | 90 ou +      | 1,4    |
| 5,4    | 75-89 ans    | 7,2    |
| 12,9   | 60-74 ans    | 13,9   |
| 20     | 45-59 ans    | 19,4   |
| 19,9   | 30-44 ans    | 20,1   |
| 20     | 15-29 ans    | 18,2   |
| 21,3   | 0-14 ans     | 19,8   |

### Équipements culturels

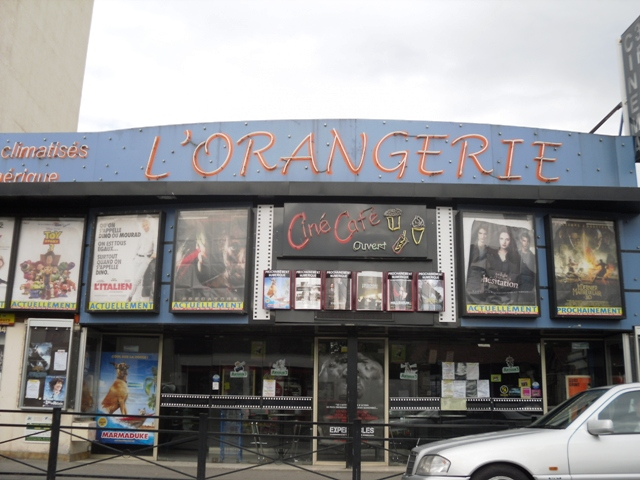
Le cinéma L’Orangerie.

La commune de Draveil dispose de plusieurs structures à caractère culturel dont la médiathèque installée dans le château de Villiers, complétée par une bibliothèque et une cdthèque, un conservatoire de musique et une école municipale d’art plastique. L'espace du Café-Culture complété par la salle de l’Explor@teur accueillent les expositions temporaires et les manifestations, la commune dispose aussi du théâtre Donald-Cardwell et de la salle de cinéma L'Orangerie classée Art et Essai, créée en 1947, temporairement fermée le 1er septembre 2017 pour cause d'impayés, et en cours de rénovation depuis avril 2023.
La librairie La Maison des feuilles ouvre le 14 juillet 2023, s'étendant sur 60 m², située au 230, boulevard Henri-Barbusse et ouverte du mardi au samedi toute la journée et le dimanche matin.

### Équipements sportifs et de loisir
Le principal équipement sportif de la commune est constitué de l'île de loisirs du Port-aux-Cerises partagée avec la commune voisine de Vigneux-sur-Seine. Le groupe Equalia gère les activités de la base de loisirs au travers d'un contrat de délégation de service public. Elle dispose d’un plan d’eau pour la pratique du canoë-kayak et le nautisme à voile, d’une piscine de terrains de football et courts de tennis, d’un minigolf, d’un skatepark, d’une salle de fitness, d’un parcours de grimpe d'arbres et d’un centre équestre.
En bord de Seine sont installés un club d’aviron et un club nautique. Deux autres piscines sont réparties sur le territoire, la piscine Caneton aux Mazières et la piscine intercommunale à Mainville. Un boulodrome a été aménagé en centre-ville.
Aux Bergeries est implanté un stade de football, le COSEC Ferdinand-Buisson, qui est équipé pour la pratique du handball, du tennis de table, du badminton, de la gymnastique et des arts martiaux, et le centre sportif des Citadelles accueille les joueurs de volley-ball et tennis, le complexe sportif Alain-Fournier[Lequel ?] dispose de terrains de football, de courts de tennis et d’une piste d'athlétisme, le gymnase de Mainville est prévu pour le basket-ball, la boxe, la gymnastique et le judo, et le gymnase des Mazières pour la gymnastique.

### Équipements scolaires

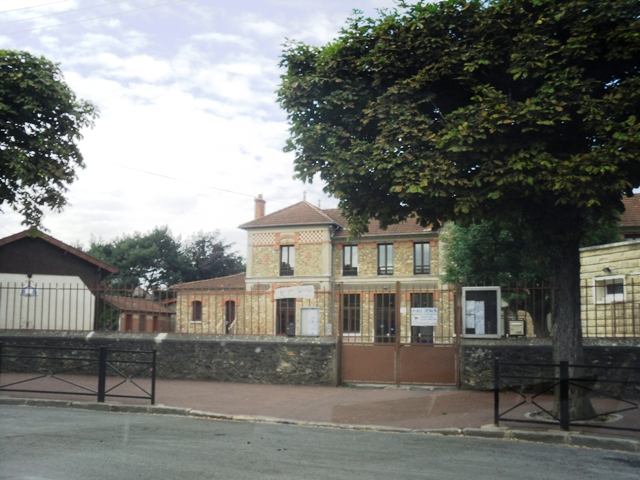
L’école Notre-Dame.

Les élèves de Draveil sont rattachés à l’académie de Versailles. La commune dispose sur son territoire des écoles maternelles Pierre-Brossolette, de Champrosay et de l’Orme des Mazières, des écoles élémentaires Marie-Laurencin et Pierre-et -Marie-Curie et des écoles primaires du Belvédère, du hameau de Mainville, Antoine-de-Saint-Exupéry, Jules-Ferry, Jean-Jaurès et du Parc-de-Villiers.
Les élèves poursuivent ensuite leurs études aux collèges Alphonse-Daudet et Eugène-Delacroix, ce dernier disposant d’une section d'enseignement général et professionnel adapté puis au lycée professionnel Nadar.
S’ajoute l’école primaire et collège privé catholique Notre-Dame rattachée au diocèse.
Pour l’accueil des jeunes enfants, la commune dispose d’une crèche familiale, des crèches collectives L’Île-aux-Bambins et Pomme-de-Rainette, de la crèche parentale Tétine-et-Doudou et des multi-accueils des Bergeries et des Mazières et des halte-garderie des Mazières et de Villiers.
Hors périodes scolaires, les enfants sont accueillis dans les écoles faisant office de centres de loisirs de Villiers, des Mazières, Jean-Jaurès, Brossolette, du Belvédère, de Champrosay, Jules-Ferry, de Mainville, Saint-Exupéry et Pierre-et-Marie-Curie.
La Fédération des conseils de parents d'élèves et la Fédération des parents d’élèves de l’enseignement public sont représentées dans les établissements scolaires de la commune.
Un point d’information jeunesse est implanté dans la commune.

### Équipements de santé

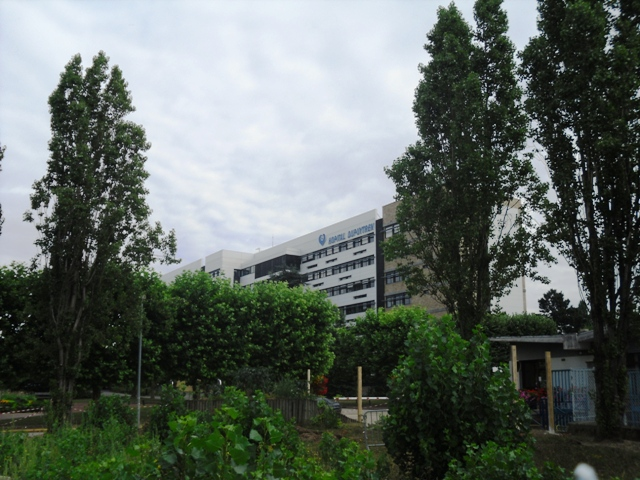
L'hôpital Dupuytren.

La commune de Draveil accueille sur son territoire deux groupes hospitaliers d’importance avec l’hôpital Joffre-Dupuytren affilié à l’Assistance publique - Hôpitaux de Paris et intégré au sein du groupement hospitalier universitaire sud composé de l’hôpital Henri-Mondor et Albert-Chenevier de Créteil, l’hôpital Georges-Clemenceau de Champcueil, l’hôpital Émile-Roux de Limeil-Brévannes et le groupe hospitalier Les Cheminots spécialisé dans la rééducation.
Deux Ehpad et trois maisons de retraites sont aussi implantées dans la commune, la Résidence du Clos Fleuri et la résidence Calme Retraite Confort et les foyers logements de Mainville, du Parc et du Port-aux-Dames. Les personnes à mobilités réduites disposent aussi de l’institut médico-pédagogique Marie-Auxiliatrice. Les enfants autistes ou polyhandicapés peuvent être institutionnalisés à l'institut médico-éducatif du même nom, établissement au centre de controverses pour maltraitances et agressions sexuelles depuis 2019,,,,,.
Deux centres de protection maternelle et infantile sont installés en centre-ville et aux Bergeries.
En 2010, trente-huit médecins, quatorze chirurgiens-dentistes et onze pharmacies exerçaient dans la commune.

### Services publics
Outre les services municipaux, Draveil compte sur son territoire en 2010 six agences postales en centre-ville, aux Mazières, aux Mousseaux, à Champrosay, aux Bergeries et à Mainville, un centre de sécurité sociale deux antennes de la caisse d’allocations familiales aux Mazières et aux Bergeries, une antenne de la Caisse primaire d'assurance maladie et une trésorerie principale.
La sécurité du lieu est assurée par un bureau de police et un centre de secours mixte installés dans la commune.
Deux études notariales, deux avocats et une société civile d'huissier de justice exercent dans la commune.

### Lieux de culte
La paroisse catholique de Draveil est rattachée au secteur pastoral de Sénart-Draveil et au diocèse d'Évry-Corbeil-Essonnes. Elle dispose de l’église Saint-Rémi et de l’église Sainte-Hélène. La communauté musulmane dispose dans la commune de la mosquée En-Nour. La communauté protestante dispose dans la commune d’un temple affilié à l’église baptiste évangélique et d’un second temple affilié à la Fédération des Églises du plein évangile de France.

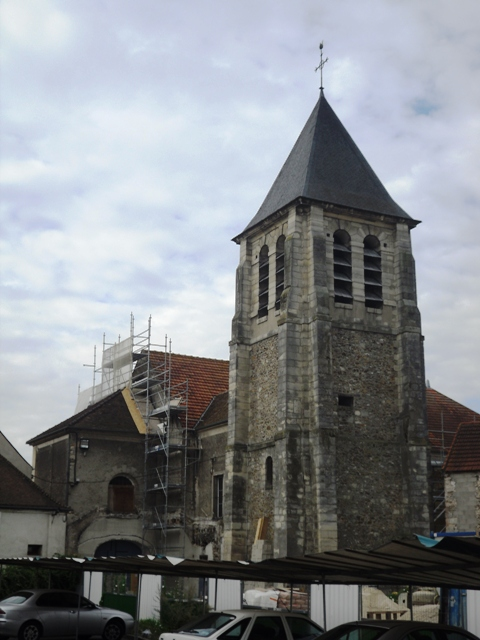
L’église Saint-Rémi.
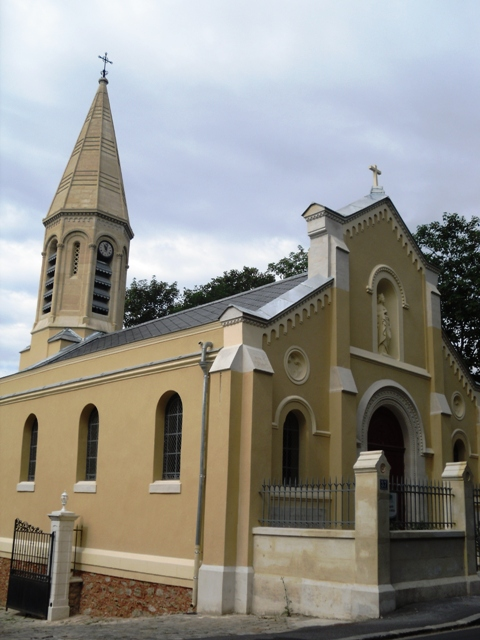
La chapelle Sainte-Hélène.
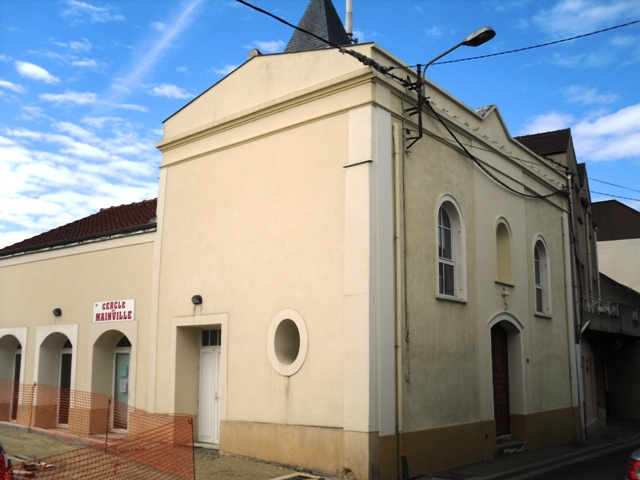
L’ancienne chapelle Saint-Honoré.

### Médias
L’hebdomadaire Le Républicain relate les informations locales. La commune est en outre dans le bassin d’émission des chaînes de télévision France 3 Paris Île-de-France Centre, IDF1 et Téléssonne intégré à Télif.

## Économie

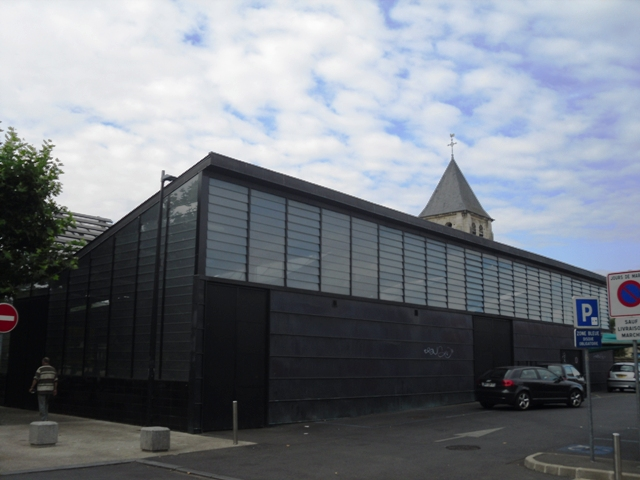
La halle du marché du centre

La commune de Draveil, majoritairement résidentielle, est intégrée par l’Insee au bassin d'emploi d’Orly qui regroupait en 2006 trente communes et 469 279 habitants, les Draveillois représentant 6,12 % du total. Ce bassin d’emploi se caractérise par son activité relativement soutenue avec seulement 7,2 % de la population au chômage et 211 488 personnes recensées dans la population active employée. La situation communale est relativement similaire avec un taux de chômage établi à 8,8 % et 12 508 actifs employés sur les 13 636 actifs que compte la commune. Néanmoins, elle ne disposait sur son territoire que de 6 498 emplois, obligeant 79,2 % de la population à se rendre dans une autre commune pour exercer leur activité. Une zone d'activité est implantée à Mainville et constitue la seule concentration d’activités économiques, ailleurs disséminée sur le territoire. En 2000, six exploitations agricoles étaient encore actives dans la commune sur une superficie de cent cinquante-et-un hectares consacrés à la grande culture et employaient encore huit personnes. Un seul hôtel disposait de trente-deux chambres et aucun terrain de camping n’était implanté dans la commune malgré la présence de l’importante base régionale de loisirs. Un marché se tient les jeudis et dimanches en centre-ville.

### Emplois, revenus et niveau de vie
La répartition de la population de Draveil se distingue du reste de la zone par une présence supérieure d’artisans et commerçants et surtout d’employé et nettement inférieure d’ouvriers et de cadres. En 2007, 80,8 % de la population était titulaire de la fonction publique ou d’un contrat à durée indéterminée de droit privé. Cette même année, le revenu net imposable moyen des ménages s’établissait à 28 043 € et seulement 30,4 % des ménages n’étaient pas assujettis à l’impôt sur le revenu, constitués dans 71 % des cas de revenus salariaux. En 2006, le revenu fiscal médian par ménage était de 21 653 €, ce qui plaçait la commune au 1 605e rang parmi les 30 687 communes de plus de cinquante ménages que compte le pays et au 128e rang départemental. Près des deux tiers de la population étaient propriétaires de leur logement, un pavillon individuel dans 52,6 % des cas et 22,7 % de la population étaient logées dans une habitation à loyer modéré.
En 2010, le revenu fiscal médian par ménage était de 37 735 €, ce qui plaçait Draveil au 3 959e rang parmi les 31 525 communes de plus de 39 ménages en métropole.
| Répartition des emplois par catégories socioprofessionnelles en 2006. |              |                                           |                                                   |                            |                          |                           |
|                                                                       | Agriculteurs | Artisans, commerçants, chefs d’entreprise | Cadres et professions intellectuelles supérieures | Professions intermédiaires | Employés                 | Ouvriers                  |
| Draveil                                                               | 0,1 %        | 5,0 %                                     | 11,0 %                                            | 28,1 %                     | 39,6 %                   | 16,2 %                    |
| Zone d’emploi d’Orly                                                  | 0,1 %        | 4,6 %                                     | 15,2 %                                            | 27,8 %                     | 30,3 %                   | 22,1 %                    |
| Moyenne nationale                                                     | 2,2 %        | 6,0 %                                     | 15,4 %                                            | 24,6 %                     | 28,7 %                   | 23,2 %                    |
| Répartition des emplois par secteurs d’activités en 2006.             |              |                                           |                                                   |                            |                          |                           |
|                                                                       | Agriculture  | Industrie                                 | Construction                                      | Commerce                   | Services aux entreprises | Services aux particuliers |
| Draveil                                                               | 0,3 %        | 7,5 %                                     | 5,3 %                                             | 9,7 %                      | 6,7 %                    | 6,0 %                     |
| Zone d’emploi d’Orly                                                  | 0,5 %        | 8,1 %                                     | 7,2 %                                             | 15,0 %                     | 14,3 %                   | 6,3 %                     |
| Moyenne nationale                                                     | 3,5 %        | 15,2 %                                    | 6,4 %                                             | 13,3 %                     | 13,3 %                   | 7,6 %                     |
| Sources : Insee,                                                      |              |                                           |                                                   |                            |                          |                           |

### Industrie
La ville abrite en 2016 une usine du groupe Nexans.

## Culture locale et patrimoine

### Patrimoine environnemental

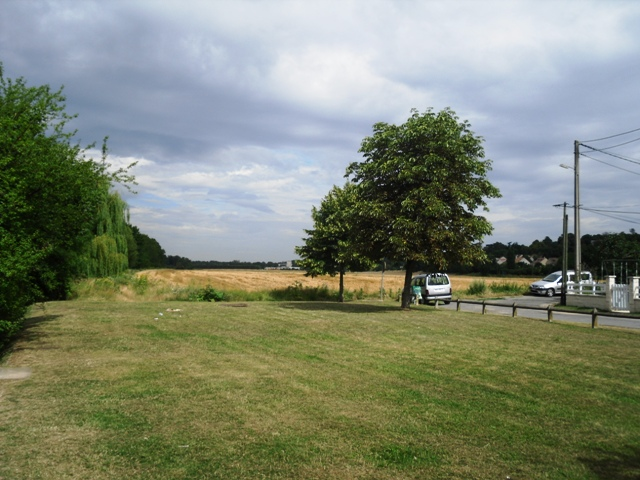
La plaine agricole de Champrosay.

La commune de Draveil bénéficie d’un environnement préservé et mis en valeur par l’activité humaine avec deux poumons verts majeurs, au nord l'île de loisirs du Port-aux-Cerises établie sur 163 hectares de bois et étangs, au sud la forêt de Sénart qui occupe plus de six cents hectares parcourus par plusieurs routes et chemins forestiers. Les berges de la Seine et le bois Chardon à Champrosay complètent cette boucle verte :
En centre-ville, le parc du château des Sables, le parc du château de Villiers et la propriété privée de Paris-Jardin permettent à chacun de disposer d’espaces verts accessibles.
L’ensemble de ces sites ont été recensés au titre des espaces naturels sensibles par le conseil général de l’Essonne.

### Patrimoine architectural
L'ermitage Notre-Dame-de-Consolation, en forêt de Sénart, qui remonterait au XIIe siècle et aurait été fondé selon la légende par Saint-Louis, fut habité par Nadar. Le château de Villiers du XVIIIe siècle, occupé par l’hôtel de ville a été inscrit aux monuments historiques le 18 juin 1949. Il est complété par plusieurs autres demeures nobles, dont le château de Paris-Jardins qui est le centre de la vie associative, de la culture et des loisirs de la cité coopérative, le château des Bergeries (devenu l’École nationale de police), le château de Champrosay aussi appelé maison du Pont-Chardon, le château des Sables et le château du Gué de la Folie. 
Des maisons bourgeoises rappellent les villégiatures des parisiens du XIXe siècle comme la Villa Kermina, celles de Paul Lafargue et d’Alphonse Daudet, la Villa Chantemerle et celles de Paris-Jardins. La Villa Lander, autrefois, domaine du Clos-Piquet, une construction typique des bords de Seine de la fin du XIXe siècle et du début du XXe siècle.
L’église Saint-Rémi fut construite en 1786, la chapelle Sainte-Hélène de Champrosay date du 1861. Le marché couvert fut lui édifié en 1934.

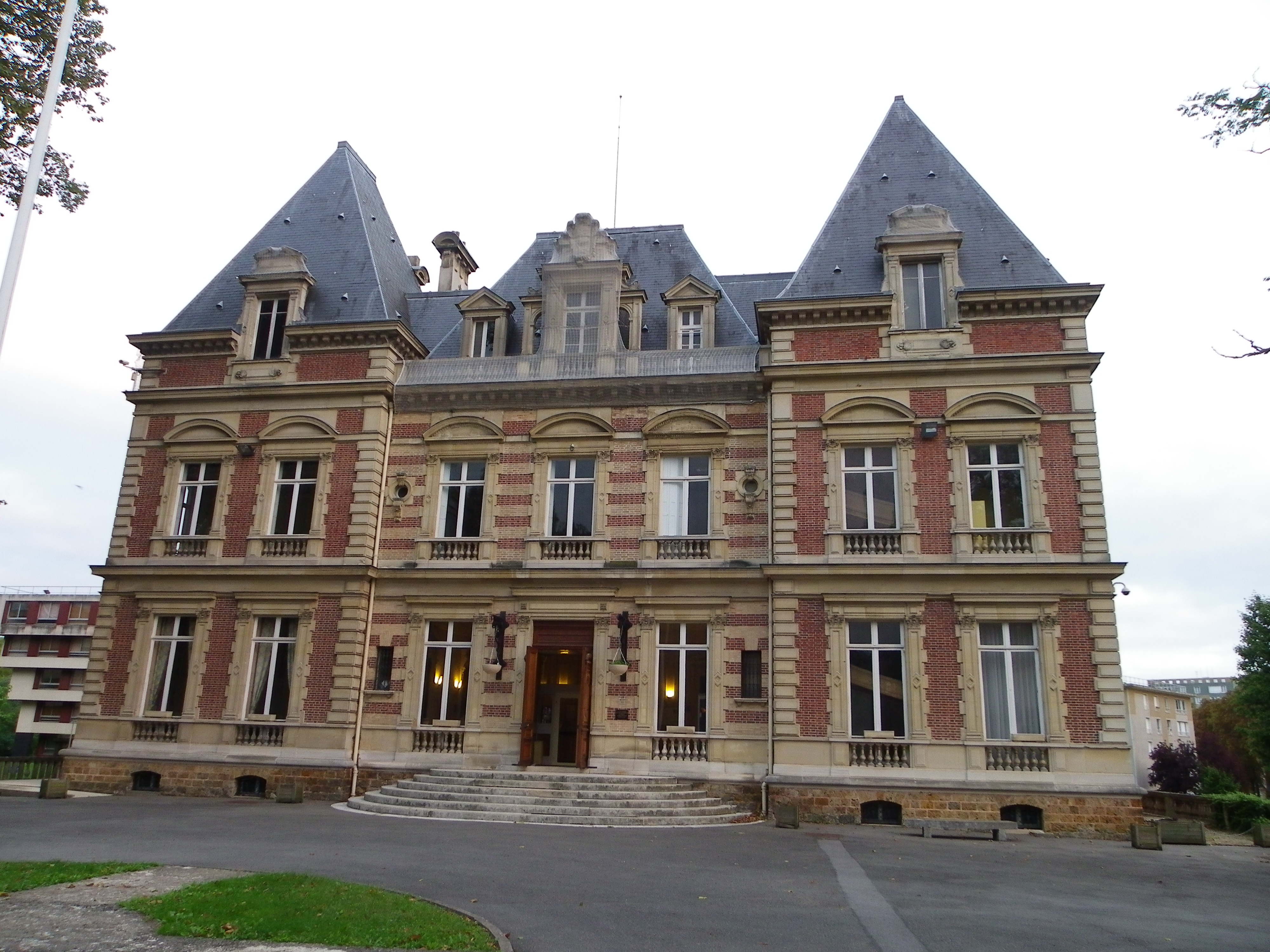
Château des Bergeries.
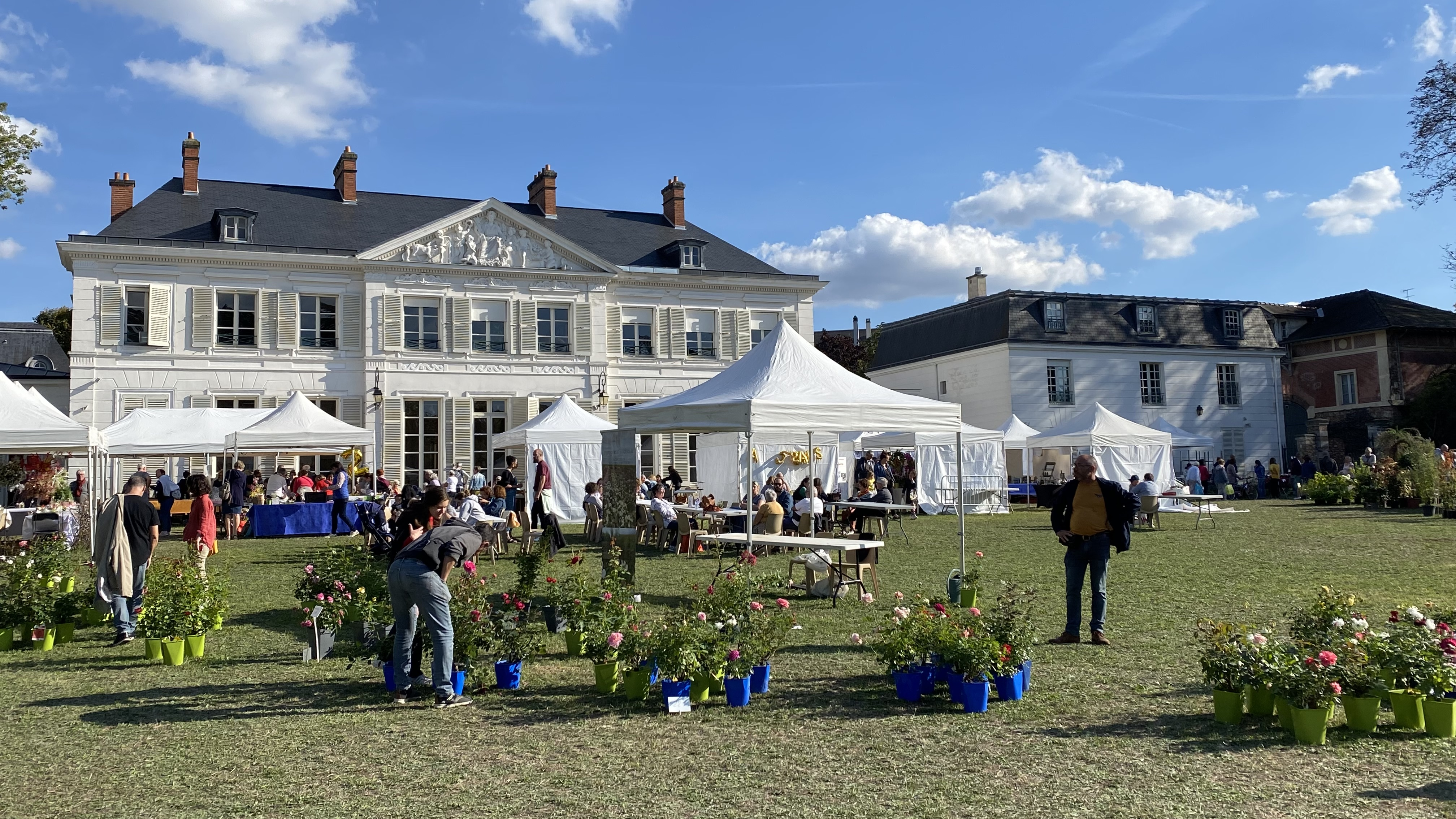
Fête des plantes au château de Villiers.
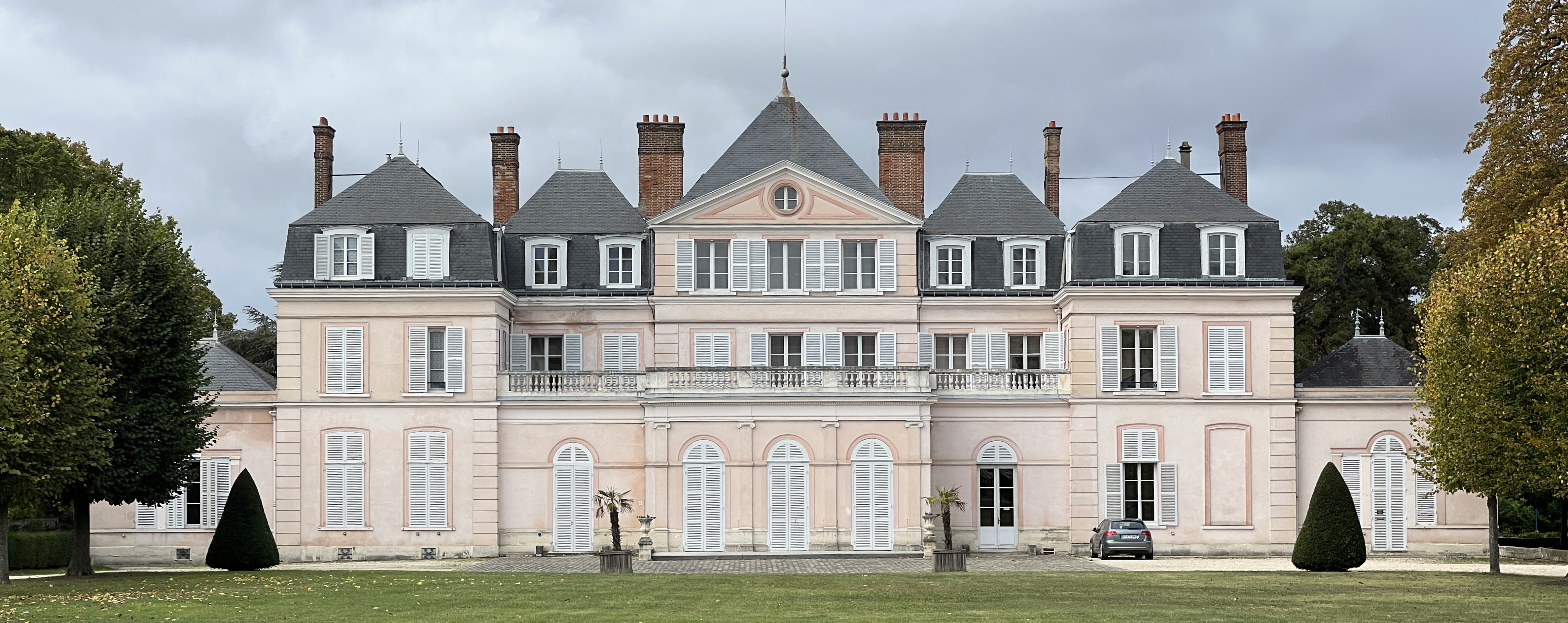
La façade Est du château de Paris-Jardin.
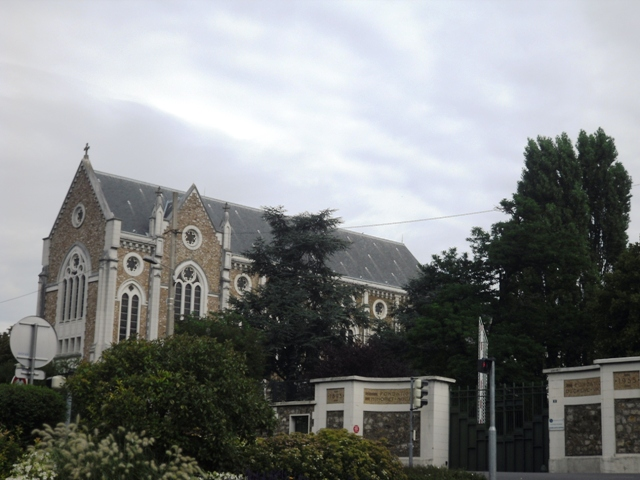
La cathédrale copte-orthodoxe.
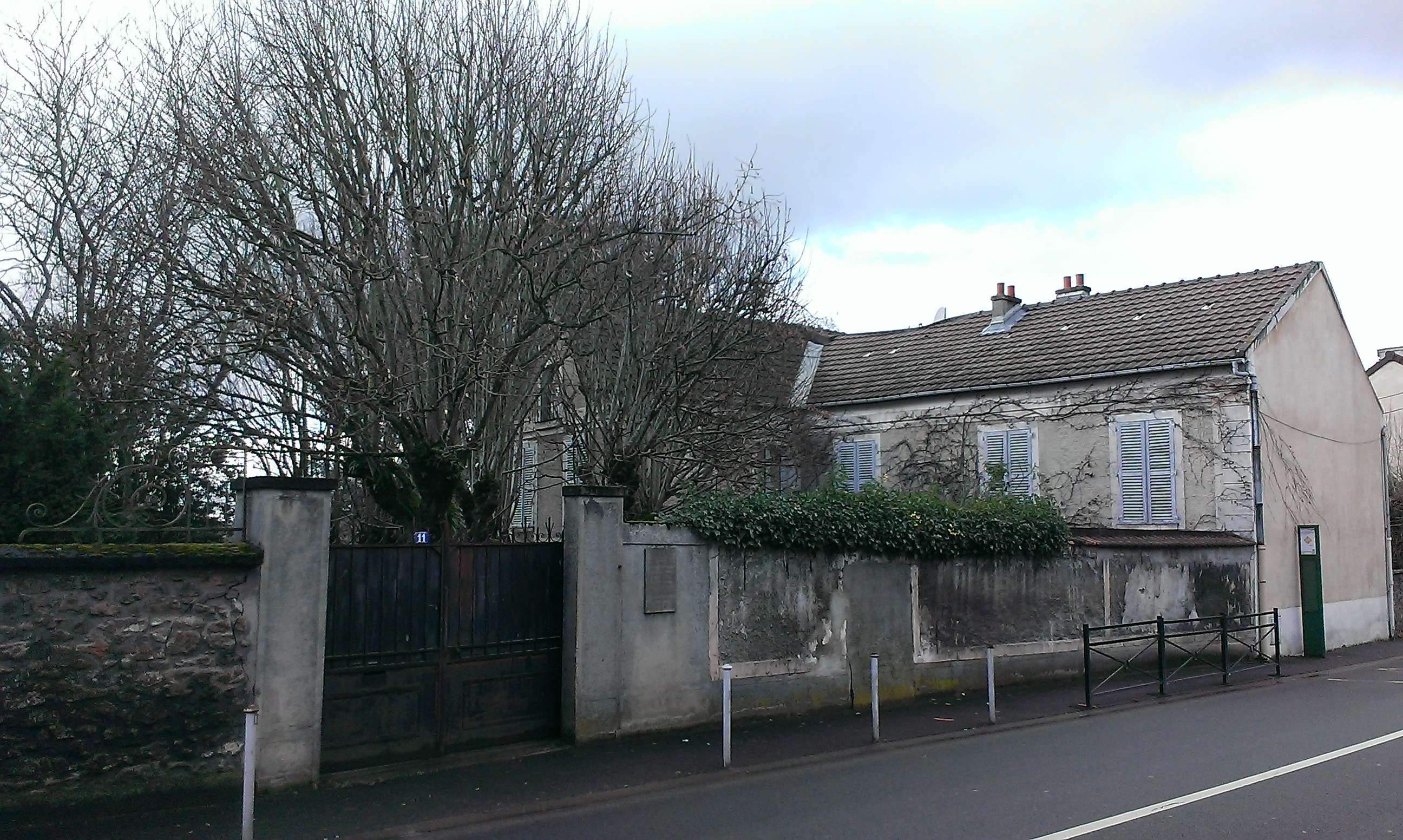
Maison d'Eugène Delacroix

### Personnalités liées à la commune

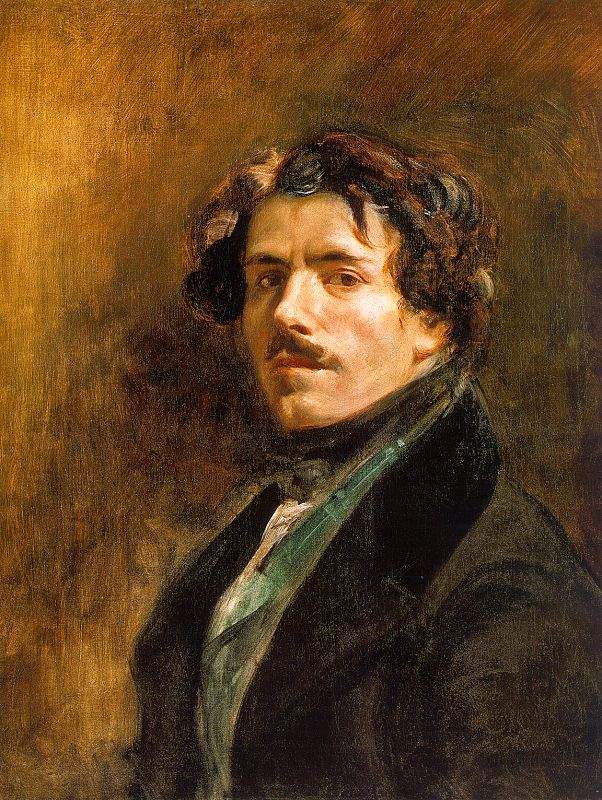
Eugène Delacroix, autoportrait au gilet vert.

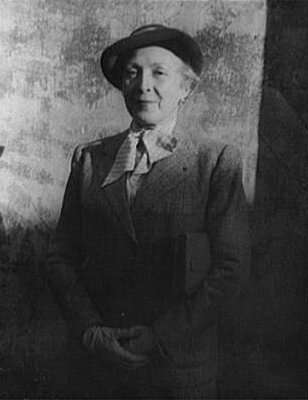
Marie Laurencin, photographiée par Carl van Vechten.

Différents personnages publics sont nés, sont décédés ou ont vécu à Draveil :
- Louis Lefèvre de Caumartin (?-1623), homme politique y a vécu.
- Marc-Marie de Bombelles (1744-1822), diplomate y a vécu.
- Gilbert du Motier de La Fayette (1757-1834), général et homme politique y a séjourné.
- François Roch Ledru des Essarts (1765-1844), militaire y a vécu et y est mort.
- Charles-Tristan de Montholon (1783-1853), général d’Empire s’y est marié.
- Désiré Dalloz (1795-1869), jurisconsulte y a vécu.
- Eugène Delacroix (1798-1863), artiste-peintre y a vécu.
- Ivan Tourgueniev (1818-1883), écrivain russe y a vécu.
- Gaspard-Félix Tournachon dit Nadar (1820-1910) a vécu dans la forêt de Sénart.
- Edmond de Goncourt (1822-1896), écrivain, y a vécu et y est mort.
- Charles Euphrasie Kuwasseg (1838-1904), artiste-peintre y est né.
- Alphonse Daudet (1840-1897), écrivain y a vécu et y a tenu un salon littéraire.
- Paul Lafargue (1842-1911), homme politique y a vécu s'y suicida, aux côtés de sa femme...
- Laura Marx (1845-1911), militante socialiste et deuxième fille de Karl Marx.
- Louis Matha (1861-1930), anarchiste y est mort.
- Alexandre Freytag (1870-1947), dit "L'Ange de l'Éternel", fondateur des Amis de l'Homme propriétaire de la Villa Lafargue de 1930 à sa mort.
- Jules Charles Le Guéry (1875-1937) syndicaliste, y est mort.
- Germaine Casse (1881-1967), artiste-peintre y est morte.
- Marie Laurencin (1883-1956), artiste-peintre y a vécu.
- Nina Myral (1884-1975), actrice y est morte.
- Jacques de Féraudy (1886-1971), acteur, scénariste et réalisateur y est mort.
- Gaston Poulet (1892-1974), violoniste et chef d'orchestre y est mort.
- André Bouquet (1897-1987), artiste-peintre y est mort.
- Henri Nouvion (1900-1982), médecin y a exercé.
- Marie Brudieux (1901-2015), doyenne des Français y est morte.
- Jean Dunot (1906-1968), acteur y est mort.
- Edmond Delfour (1907-1990), footballeur y a été licencié.
- Édith Ker (1910-1997), actrice y est morte.
- Jean Sylvère (1911-1981), acteur y est mort.
- Joseph Gillain dit Jijé (1914-1980), dessinateur, sculpteur et artiste-peintre y a vécu.
- Émile Genevois (1918-1962), acteur y est mort.
- Edmond-Henri Zeiger-Viallet (1895-1994), artiste-peintre y est mort.
- Jean Droze (1925-1995), acteur y est mort.
- Albert Bouvet (1930- ), coureur cycliste y a vécu.
- Donald Cardwell (1935-2004), décorateur et costumier y a exercé.
- Jean-Jacques Annaud (1943- ), réalisateur y a vécu.
- Nathalie Palladitcheff (1967- ), directrice administrative et financière y est née.
- Frédéric Vasseur (1968- ), ingénieur spécialisé en sport auto, directeur des écuries Renault, Sauber/Alfa Romeo et Ferrari, y est né.
- Olivier Adam (1974- ), écrivain y est né.
- Laurent D'Olivier (1982- ), coureur cycliste y a vécu.
- Mehdi Taouil (1983- ), footballeur y a été licencié.
- Keiona (1992- ), drag queen y a grandi.

### Héraldique et logotype

Logo.

| Blason de Draveil | Blason  | D’or, à la champagne ondée de sinople, chargée de deux jumelles aussi ondées d’argent, au chêne arraché de sinople, mouvant de la champagne, chargé de sept glands d’or, au chef de gueules chargé de trois roses d’argent. Écu timbré de la couronne murale à trois tours crénelées d’or et soutenu par deux pampres de vignes. |
| Blason de Draveil | Détails | Les meubles présents sur le blason symbolisent la commune : l’arbre pour la forêt de Sénart, les ondes d’argent les cours d’eau de la Seine et du ru d’Oly, les roses les trois agglomérations du centre-ville, de Champrosay et de Mainville et les glands les sept lettres du nom de la commune.                               |

### Devise
La devise officielle de la commune en latin est « Inter undas et arbores », qui peut se traduire en français par « entre les eaux et les arbres », en référence à sa situation entre le cours de la Seine et la forêt de Sénart.

### Draveil dans les arts et la culture
Draveil a servi de lieu de tournage pour diverses œuvres cinématographiques et télévisuelles dont Marie-Line de Mehdi Charef sorti en 1999 et Les Cordier, juge et flic épisode Faux départ d’Alain Page sorti en 2004.